# Ophrys sphegodes
Ophrys sphegodes là một loài thực vật có hoa trong họ Lan. Loài này được Mill. mô tả khoa học đầu tiên năm 1768.

## Hình ảnh

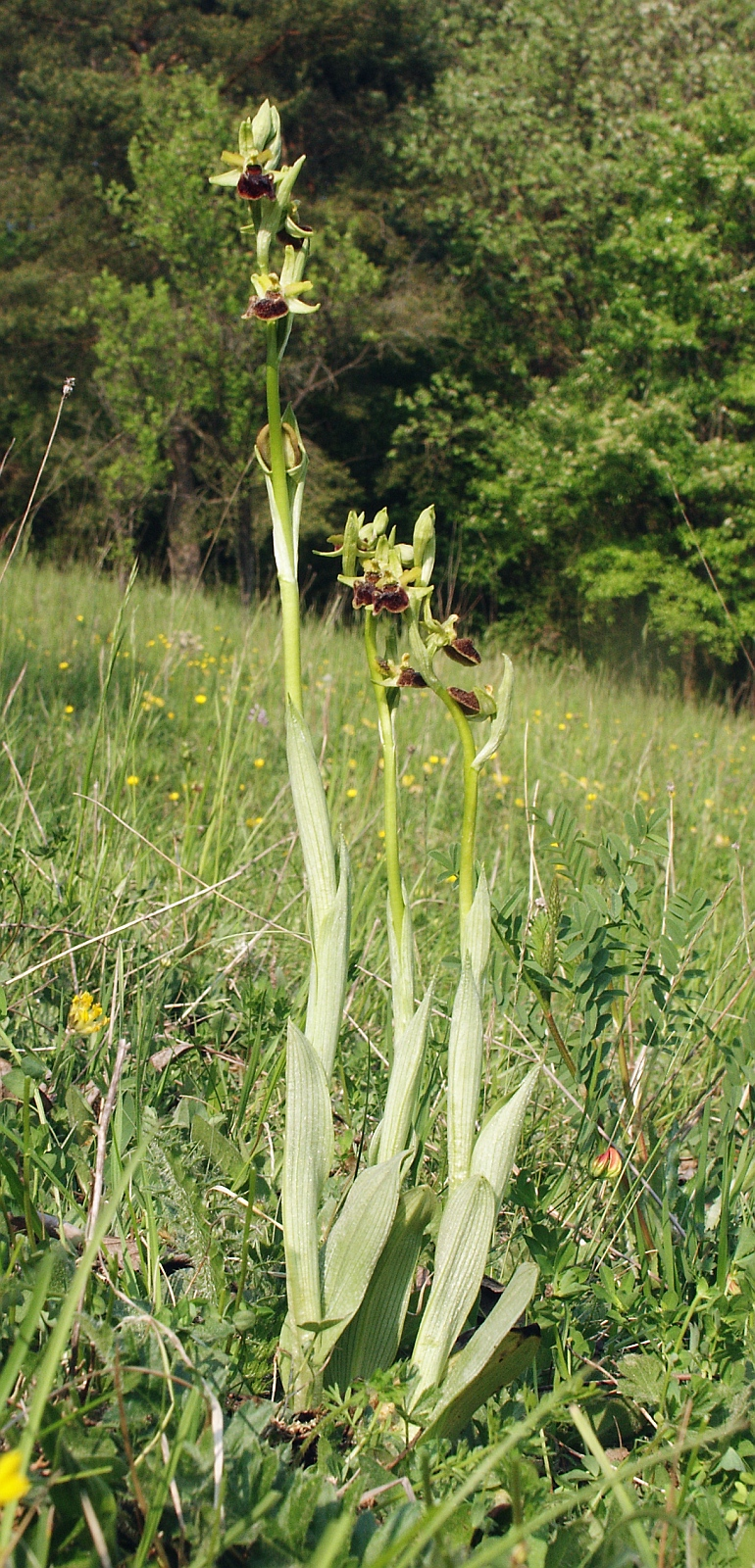
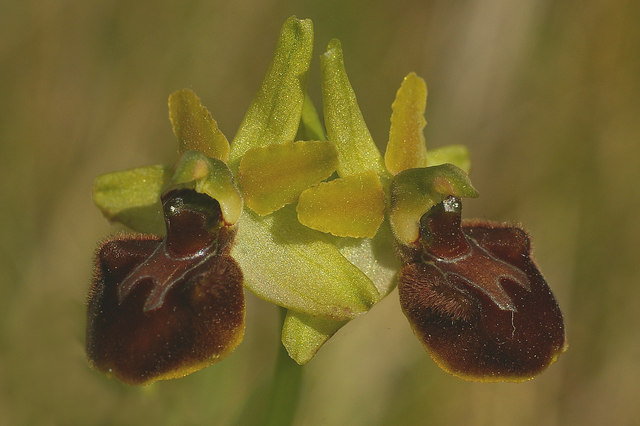
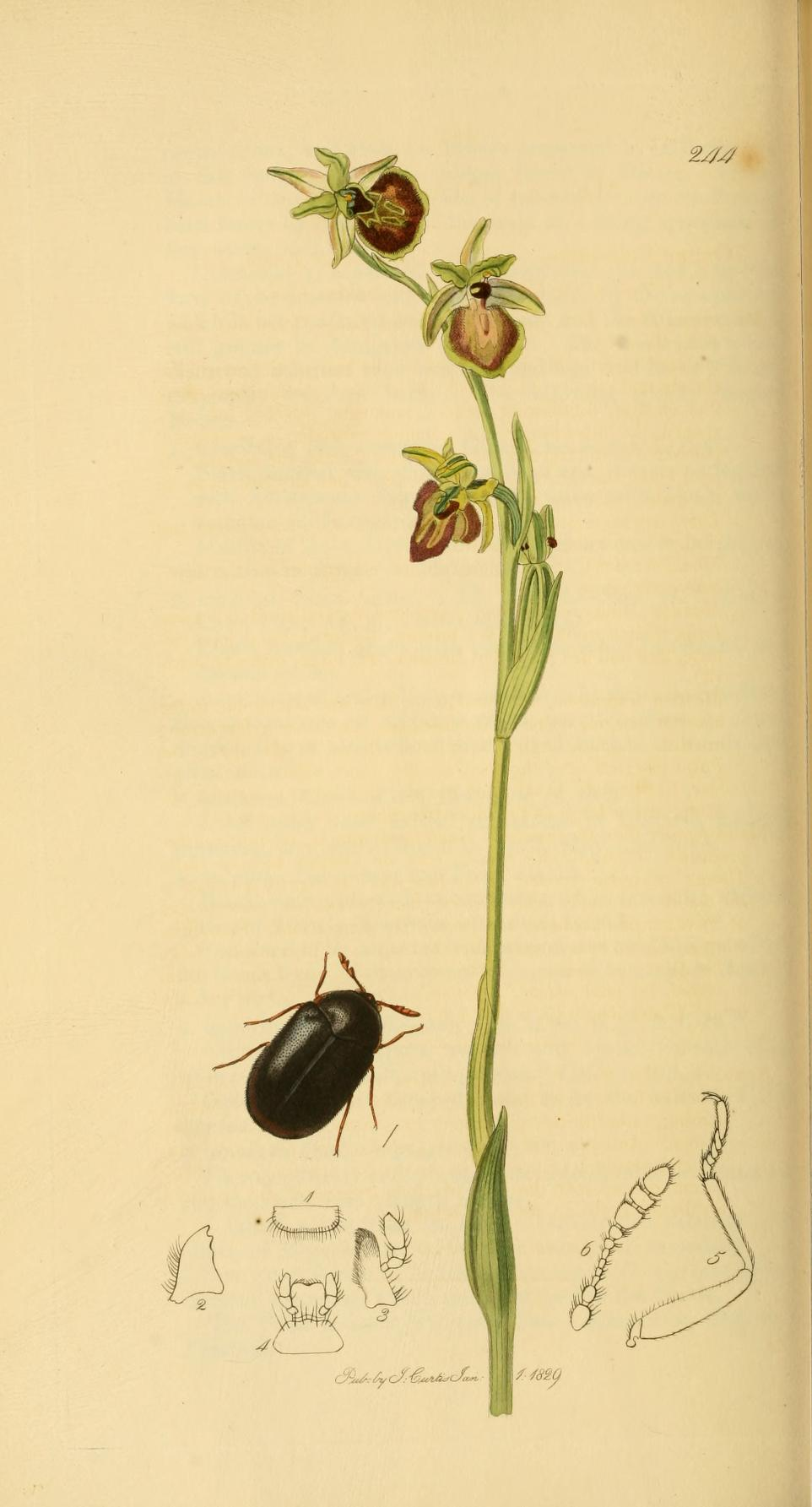
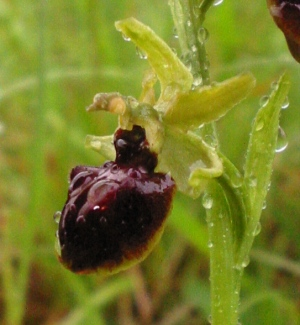